# Alexa Brabec
Alexa Brabec (* 8. Oktober 2004 in Steamboat Springs, Colorado) ist eine US-amerikanische Nordische Kombiniererin.

## Werdegang
Brabec stand bereits im Alter von zwei Jahren auf Skiern, doch versuchte sie sich zunächst im Skirennlauf und im Freestyle-Skiing. Erst nach einigen Jahren entschied sie sich für die Nordische Kombination und begründete dies vor allem mit ihrer Begeisterung für das Springen. Bei den nationalen Meisterschaften 2019 im Juli 2018 in Park City gewann Brabec Silber hinter der Spitzenathletin Tara Geraghty-Moats. Daraufhin absolvierte sie Ende August 2018 im Youth Cup in Oberstdorf ihre ersten internationalen Wettbewerbe und fand sich dabei im Mittelfeld wieder. Zum Saisonauftakt der Saison 2019/20 debütierte Brabec im heimischen Park City im Continental Cup, der damals noch die höchste Wettkampfserie für die Frauen darstellte. Mit drei Platzierungen unter den besten Zehn konnte sie bei einem kleinen Teilnehmerfeld direkt ihre ersten Punkte sammeln. Als Saisonhöhepunkt galten die Olympischen Jugend-Winterspiele 2020 in Lausanne, bei der sie Rang 15 belegte und darüber hinaus mit dem Nordic-Mixed-Team Elfte wurde. Anderthalb Monate später ging sie bei den Nordischen Junioren-Skiweltmeisterschaften 2020 in Oberwiesenthal an den Start, erreichte allerdings nur einen enttäuschenden 28. Platz. Die Saison beendete sie auf dem 20. Platz in der Gesamtwertung des Continental Cups.
Brabec wurde in das Nationalteam der Vereinigten Staaten für die historisch erste Weltcup-Saison 2020/21 berufen. Am 18. Dezember nahm sie als jüngste Teilnehmerin am Auftaktwettbewerb des Weltcups in der Ramsau teil und konnte mit Rang 29 ihre ersten beiden Punkte gewinnen. Nach einer mehrwöchigen Wettkampfpause nahm sie Mitte Februar 2021 an den Nordischen Junioren-Skiweltmeisterschaften in Lahti teil, wo sie im Einzelwettbewerb disqualifiziert sowie gemeinsam mit Niklas Malacinski, Annika Malacinski und Evan Nichols Sechste im Mixed-Team wurde. Wenige Wochen später war sie Teil der US-amerikanischen Delegation bei den Nordischen Skiweltmeisterschaften in Oberstdorf, wo die erste Medaillenentscheidung in der Nordischen Kombination der Frauen ausgetragen wurde. Brabec lag nach dem Sprunglauf bereits mit mehr als fünf Minuten hinter der Führenden, verlor auf der Loipe weitere Sekunden und beendete das Rennen schließlich auf dem 26. Platz.
Zu Beginn der Weltcup-Saison 2021/22 stand Brabec nicht im Kader der Vereinigten Staaten. Nur am Wochenende vom 6. bis 8. Januar in Val di Fiemme ging sie in der höchsten Wettkampfserie der Nordischen Kombination an den Start. Dabei war sie am zweiten Wettkampftag gemeinsam mit Taylor Fletcher, Annika Malacinski und Jared Shumate Teil der US-Mixed-Staffel, die beim historisch ersten Mixed-Team-Wettbewerb im Weltcup den sechsten Rang erreichte. Bei den Nordischen Junioren-Skiweltmeisterschaften 2022 in Zakopane wurde sie Zwölfte, im Mixed-Team belegte sie den siebten Platz. Im Winter 2022/23 gewann sie bereits am ersten Weltcup-Wochenende in Lillehammer Weltcuppunkte. Anfang Februar nahm sie an den Nordischen Junioren-Skiweltmeisterschaften 2023 in Whistler teil und belegte dort den 14. Platz im Einzel. Wenige Wochen später startete Brabec auch bei den Nordischen Skiweltmeisterschaften in Planica. Im Gundersen Einzel lief sie auf Rang 28, im Mixed-Team wurde sie gemeinsam mit Ben Loomis, Annika Malacinski und Niklas Malacinski Siebte.
Im Sommer 2023 belegte sie den 17. Platz in der Grand-Prix-Gesamtwertung. Brabec erreichte in der Weltcup-Saison 2023/24 regelmäßig die Punkteränge, wobei sie insbesondere auf der Loipe mit der Konkurrenz mithalten konnte. In der Gesamtwertung belegte sie den 21. Platz. Bei den Nordischen Junioren-Skiweltmeisterschaften 2024 in Planica wurde sie Siebte im Mixed-Team. Im Einzelrennen verlor sie den Zielsprint gegen Minja Korhonen und gewann mit einem Rückstand von 1,5 Sekunden die Silbermedaille. Auch im Teamsprint gemeinsam mit Kai McKinnon verpasste sie knapp den ersten Platz – diesmal um 0,7 Sekunden – und gewann Silber. Mitte Februar lief Brabec am Continental-Cup-Wochenende in Eisenerz auf den zweiten und dritten Rang. In der COC-Gesamtwertung wurde sie Sechste.
Brabec gewann im Sommer 2024 ihren ersten Meistertitel. Auch im Winter 2024/25 war sie die beste US-Amerikanerin und erzielte erstmals vordere Platzierungen im Weltcup. Ihre erste Platzierung unter den besten Zehn erreichte sie mit der sechstbesten Laufleistung als Zehnte in Schonach, tags darauf wurde sie Siebte. Am dritten Wettkampftag des Nordic Combined Triple in Seefeld belegte Brabec den vierten Platz. Bei den Nordischen Skiweltmeisterschaften 2025 in Trondheim wurde sie im Massenstart Vierte. Im Einzelwettkampf nach der Gundersen-Methode reichte es für den elften Rang. Zudem wurde sie gemeinsam mit Niklas Malacinski, Annika Malacinski und Ben Loomis Neunte im Mixed-Team. Brabec beendete die Saison auf dem neunten Rang der Weltcupgesamtwertung. Damit war sie nach der Gesamtsiegerin Tara Geraghty-Moats 2020/21 die Zweite US-Amerikanerin in den Top 10.

## Privates
Brabecs jüngere Schwester Haley Brabec (* 2007) ist ebenfalls in der Nordischen Kombination aktiv.

## Statistik

### Platzierungen bei Weltmeisterschaften
| Jahr und Ort    | Wettbewerb | Wettbewerb  | Wettbewerb |
| Jahr und Ort    | Gundersen  | Massenstart | Mixed-Team |
| --------------- | ---------- | ----------- | ---------- |
| 2021 Oberstdorf | 26.        | —           | —          |
| 2023 Planica    | 28.        | —           | 07.        |
| 2025 Trondheim  | 11.        | 04.         | 09.        |

### Weltcup-Platzierungen
| Saison  | Platz | Punkte |
| ------- | ----- | ------ |
| 2020/21 | 29.   | 002    |
| 2021/22 | 37.   | 011    |
| 2022/23 | 33.   | 017    |
| 2023/24 | 21.   | 311    |
| 2024/25 | 09.   | 559    |

### Continental-Cup-Platzierungen
| Saison  | Platz | Punkte |
| ------- | ----- | ------ |
| 2019/20 | 20.   | 093    |
| 2021/22 | 32.   | 020    |
| 2022/23 | 14.   | 130    |
| 2023/24 | 06.   | 277    |